# Битката за Сталинград (филм)
„Битката за Сталинград“ (на руски: Сталинградская битва) е игрален филм от две части на Владимир Петров. Филмов епос, който разказва историята на решителната битка на Великата отечествена война.
Премиерата на епизод 1 е на 9 май 1949 г., епизод 2 – на 18 декември 1949 г. През 1960 г. филмът е монтиран: няколко сцени с Лаврентий Берия са изрязани от епизод 1.

## Сюжет
Лятото на 1942 г. Германските войски се втурват към Волга, но Сталин заповядва на генерал Василевски да положи всички усилия за защита на Сталинград. Тук е изпратен представителят на Щаба Маленков, който призовава работниците да се изправят в защита на родния си град. Милицията забавя германското настъпление, докато пристигнат нови сили. Силите на генерал Родимцев пресичат Волга, за да помогнат на обсадения град. Сержант Павлов извършва знаменития си подвиг. По заповед на Сталин силите от съседния фронт атакуват настъпващите германци от север, отвличайки вниманието на врага от настъплението към Сталинград. И накрая се взема решение генерал Рокосовски да бъде изпратен тук, за да организира контранастъпление, чиято дата е определена от Сталин.
Междувременно във Вашингтон президентът Франклин Рузвелт изразява съчувствието си към „тези борещи се руснаци“ и изпраща своя специален представител Хариман да преговаря. Въпреки това Уинстън Чърчил продължава да саботира откриването на „Втория фронт“. Междувременно Хитлер, недоволен от бавността на Паулус, нарежда все повече и повече сили да бъдат хвърлени към Сталинград, включително румънските съюзници.
Върховният главнокомандващ предлага да се проведе операция за обкръжаване на група германски войски в района на Сталинград. През ноември 1942 г. операцията завършва успешно и армията на Паулус се озовава в котел. От своя щаб разяреният Хитлер заповядва на обкръжените си войски да продължат безсмислената си съпротива. Генералите Рокосовски и Воронов разработват план за прекратяване на операцията, който включва пълното унищожаване на войските на Паулус. Германците отказват да се предадат и претърпяват пълно поражение. Накрая войници от 64-та армия на Шумилов пленяват фелдмаршал Паулус.

## Интересни факти
Този филм е рекордьор за съветското кино по отношение на участието на настоящи и бъдещи народни артисти на СССР. Във филма има 21 от тях: Дикий, Страух, Хохряков, Толубеев, Рижов, Шумски, Меркуриев, Ливанов, Симонов, Орлов, Плотников, Смирнов, Крючков, Черкасов, Станицин, Масалски, Астангов, Плят, Блинников, Пилявская и Юрий Левитан (чете текста зад кадър).
Във филма прозвучава химнът на Съветския съюз, приет след историческите събития, за които филмът разказва.